# Star Valley Ranch
Star Valley Ranch – miasto w Stanach Zjednoczonych, w stanie Wyoming, w hrabstwie Lincoln.